# Егоровка-на-Медведице
Егоровка-на-Медведице — село в Руднянском районе Волгоградской области, в составе Руднянского городского поселения.
Население — 47 (2010)

## История
В Историко-географическом словаре Саратовской губернии, составленном в 1898—1902 годах, значится как деревня Нижне-Добринской волости Камышинского уезда Саратовской губернии (деревня находилась в 2 верстах от волостного села Нижняя Добринка). Дата основания неизвестна. В списке населённых мест за 1862 год не значится. Крестьяне собственники, малороссы, православные, бывшие князей Четвертинских
С 1928 года — административный центр Егорово-Медведицкого сельсовета Руднянского района Камышинского округа (округ упразднён в 1930 году) Нижне-Волжского края (с 1935 года Сталинградского края, с 1936 года — Сталинградской области, с 1961 года — Волгоградской области). По состоянию на 1968 года — в составе Руднянского поссовета

## Физико-географическая характеристика
Село находится в степной местности, на правом берегу реки Медведицы. Рельеф местности холмисто-равнинный. Почвы — чернозёмы южные. Высота центра населённого пункта — около 110 метров над уровнем моря. К западу от села высота местности постепенно повышается, достигая 200 и более метров над уровнем моря.
Расстояние до областного центра города Волгограда составляет 290 км, до районного центра посёлка Рудня — 17 км.
Часовой пояс
Егоровка-на-Медведице, как и вся Волгоградская область, находится в часовой зоне МСК (московское время). Смещение применяемого времени относительно UTC составляет +3:00.

## Население
Динамика численности населения
| 1886 | 1891 | 1911 | 1987 | 2002 |
| ---- | ---- | ---- | ---- | ---- |
| 341  | 392  | 544  | ≈70  | 65   |

| 2010 |
| ---- |
| 47   |